# Вахтенный начальник
Вахтенный начальник в российском императорском флоте — офицер, возглавлявший вахтенную службу на корабле. Вахтенным начальником назначался офицер в чине лейтенанта и старше. На нём лежала ответственность за безопасность корабля в плавании, за чёткое и точное выполнение приказаний командира корабля и старшего офицера. Ему подчинялись вахтенные офицеры, нижние чины и судовой караул. Во время вахты вахтенному начальнику не разрешалось садиться, курить, вступать в разговоры, не касающиеся его служебных обязанностей, и спускаться с верхней палубы, не сдав вахты другому вахтенному начальнику. Во время аврала на вахту заступал старший офицер. Обязанности вахтенного начальника были изложены в Морском Уставе.